# Balon typ K

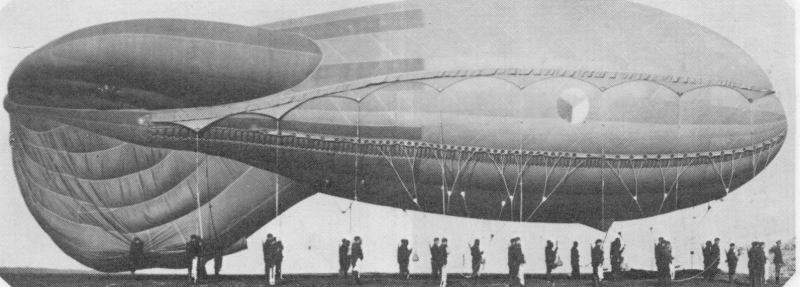
Matador K s pozemní obsluhou

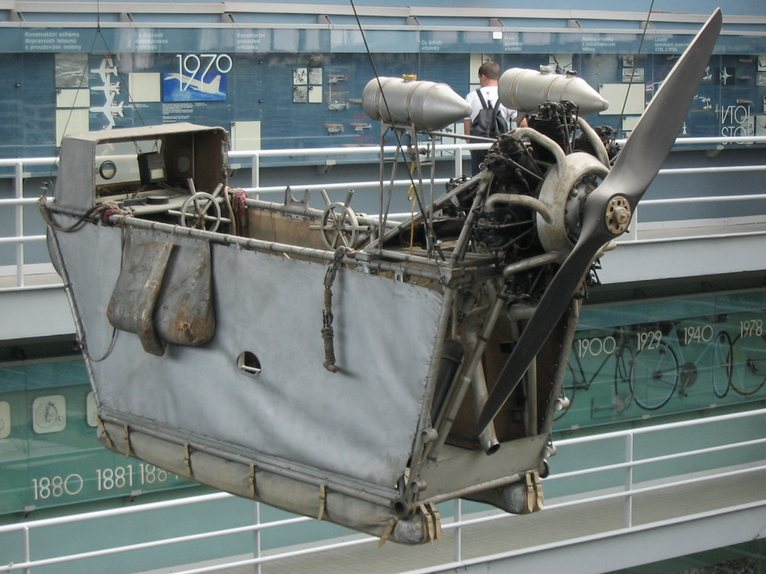
Motorizovaná gondola balonu typu K v hale NTM v Praze

Balon typ K (starším pravopisem Balón typ K) byl dělostřelecký pozorovací balon, vyvinutý německou firmou Ballonfabrik Riedinger. Tento balon byl vzorem i pro stejnojmenný typ, který používala Československá armáda.
Objem balonu byl 1200 m³, měl vejčitý tvar a balonet, který zajišťoval pevný tvar. V zadní části byla součástí tělesa balonu nafukovací stabilizační plocha. Díky své konstrukci byl balon stabilní i v silném větru. V Československu tyto balony vyráběla ve 30. letech firma Matador v Bratislavě.
Zvláštností byla možnost vybavit balon speciální gondolou s motorem a pomocným kormidlem, a tak z upoutaného balonu vytvořit dočasně vzducholoď. Tato možnost byla užívána pro snazší přesun balonu na nové působiště.
Motor: Siemens Sh 14, 120 HP.